# Pedro Arias Dávila
Pour les articles homonymes, voir Davila.
Pedro Arias Dávila (dont le nom s'orthographie également de Pedro Arias de Ávila ou Pedrarias Dávila), était un administrateur colonial espagnol né vers 1440 à Ségovie, Royaume de Castille et mort le 6 mars 1531 à León (ville de l'actuel Nicaragua). Sa famille fait partie de l'aristocratie la plus influente d'Espagne. Il épouse Isabel de Bobadilla, fille de Francisco de Bobadilla en 1485.

## Biographie
Choisissant le métier militaire, il se distingue dans les guerres contre la France et le royaume de Grenade. Entre 1508 et 1511, il est en Afrique, participe à la conquête d'Oran et accomplit un fait d'armes en enlevant la forteresse de Béjaïa (ex Bougie).

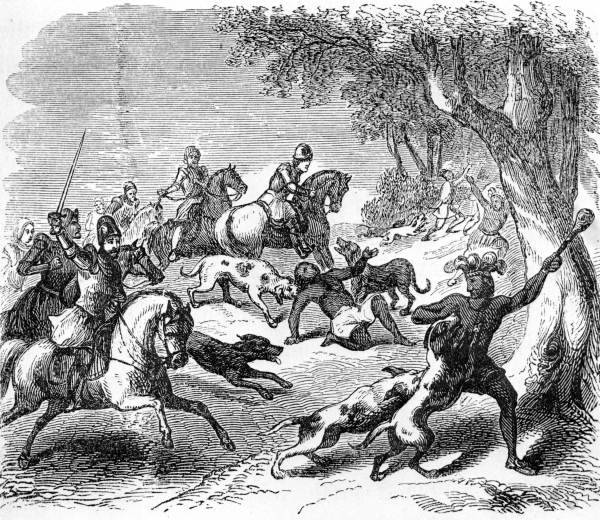
Soldats sous le commandement du Don Pedro de Avila pourchassant et tuant des Indiens, 1519.

En 1513, il a été nommé gouverneur et capitaine général de Castille d'Or. Pedro Arias de Ávila y arrive en 1514 avec plus de 2 000 hommes et 22 bateaux, en compagnie de Pascual de Andagoya (1495-1548), un conquistador basque espagnol. Il fonde la ville de Panamá le 15 août 1519. Il avait auparavant fondé le site de Santa Cruz de Cana, fort qui défendait les mines d'or contre les incursions des flibustiers guidés par les Indiens insoumis, et deviendra une ville coloniale.
Cruel et ambitieux, il ordonne la décapitation de Vasco Núñez de Balboa qui faisait l'objet d'une enquête à la demande du roi d'Espagne. Il en fait de même avec Francisco Hernández de Córdoba qu'il avait envoyé conduire une exploration sur les côtes de l'océan Pacifique du Costa Rica et du Nicaragua actuels. Il fait partie de l'accord initial organisant l'expédition vers le Pérou avec Francisco Pizarro et Diego de Almagro, mais doutant du résultat, il s'en retire en 1526.
Compte tenu des graves allégations portées contre lui, le roi le relève de son gouvernement de Castille d'Or et nomme à sa place Pedro de los Ríos en 1526. Toutefois, il lui confie ultérieurement le poste de gouverneur du Nicaragua que Pedrarias occupe à partir de 1528 jusqu'à sa mort dans la ville de León en 1531.

## Commémorations
Le 15 août 2005, un buste de Pedrarias Dávila confectionné par l'université du Panama a été inauguré devant le Centro de Visitantes de Panamá Viejo.
En août 2019, le Ministère d'Économie et de Finance du Panama a dû faire détruire une série de pièces de monnaie commémoratives qui venait d'être produite à l'occasion des 500 ans de la fondation de la capitale du pays. En effet, le portrait imprimé, qui était censé représenter Pedro Arias Dávila, représentait en fait le conquistador Alonso de Alvarado. Ces pièces ont pris de la valeur sur le marché numismatique.